# Nikkói juhar
A nikkói juhar (Acer maximowiczianum) a szappanfavirágúak (Sapindales) rendjébe és a szappanfafélék (Sapindaceae) családjába tartozó faj. Kertészeti értékét különleges színű őszi lombja adja.

## Elterjedése
Kelet-Kína és Japán területén elterjedt faj.

## Leírása
Terebélyes, 20 méter magas lombhullató fa. Kérge szürkésbarna, sima. Levelei három ép szélű vagy alig fogazott levélkéből összetettek. Felszínük sötétzöld, kopasz, fonákjuk kékesfehér és finoman molyhos. A középső levélke 10 cm hosszú és 6 cm széles. Az oldalsók kisebbek, aszimmetrikus vállúak. A lomb ősszel vörösre színeződik. Virágai aprók, sárgák, hármasával nyílnak, lecsüngő pelyhes kocsányokon. A levelekkel egy időben tavasz végén jelennek meg. A termése zöld ikerlependék  széttartó termésszárnyakkal amik szélesek és 5 cm hosszúak. Látványos terméseiben a magvak többnyire nem csíráznak.

## Képek

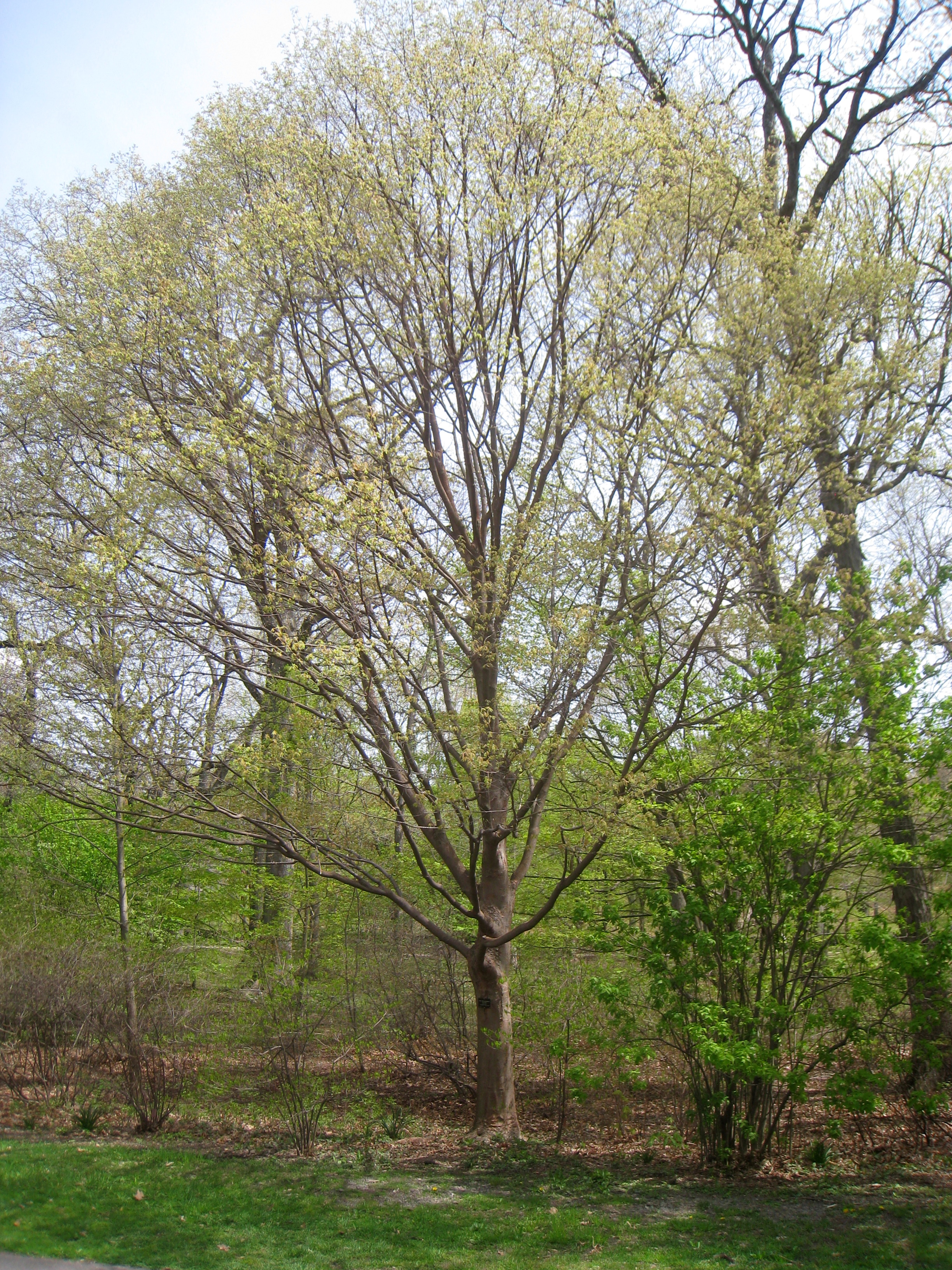
Habitusa
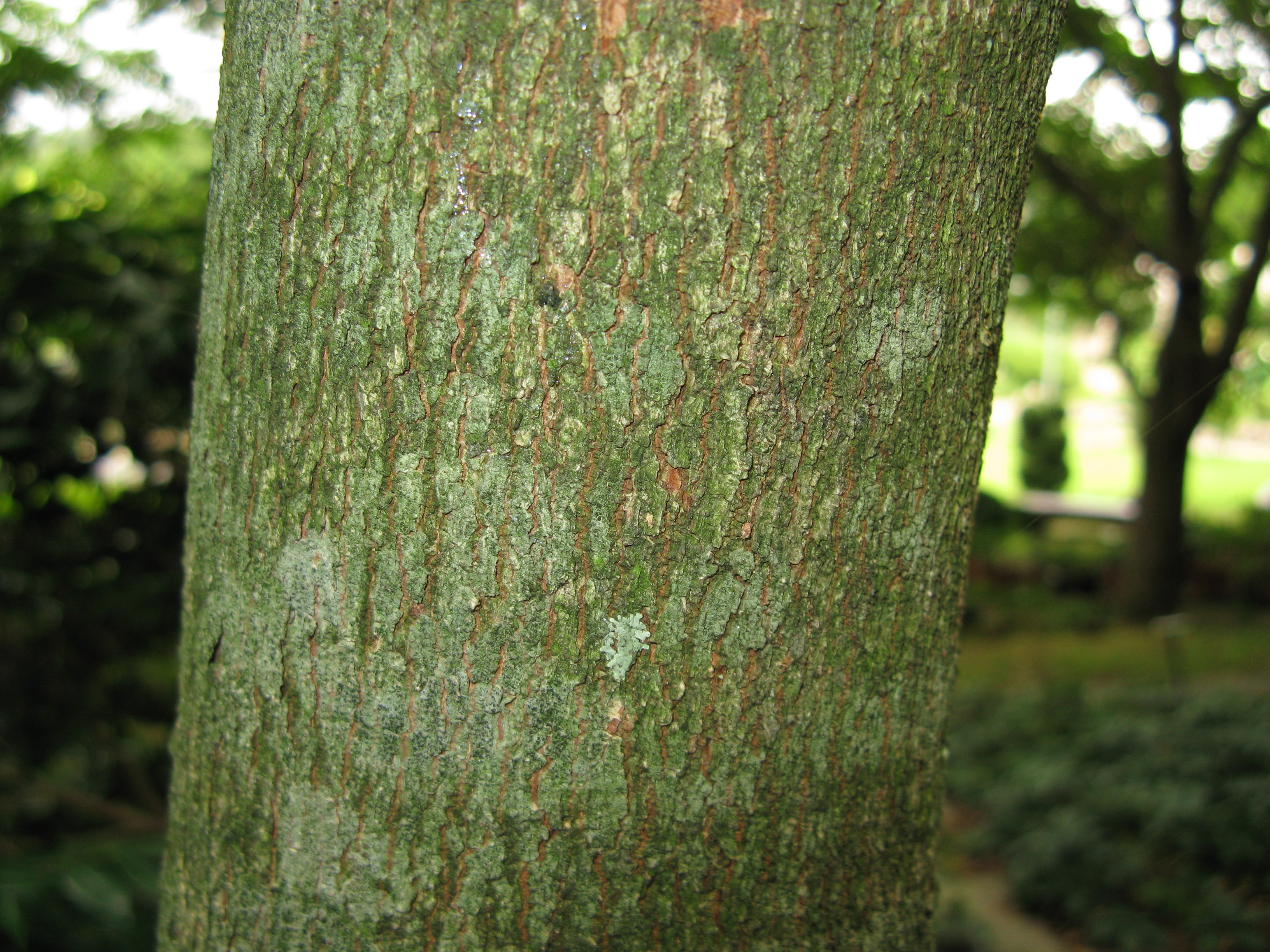
Kérge
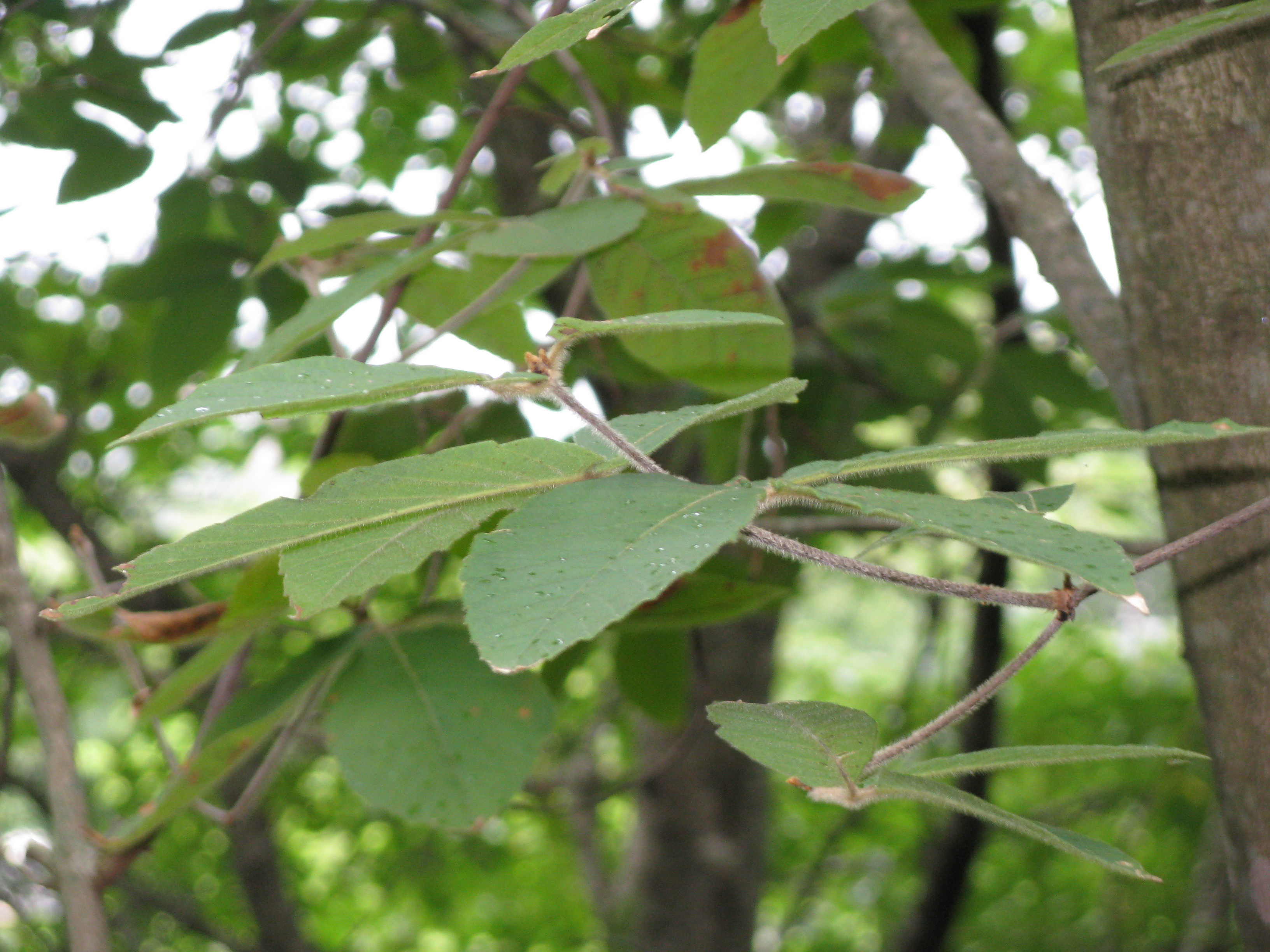
Levelei